# Nigrae Maiores
Nigrae Maiores (łac. Diocesis Nigrensis) – stolica historycznej diecezji w Cesarstwie rzymskim w prowincji Numidia zlikwidowana w VII w. podczas ekspansji islamskiej, współcześnie w północnej Algierii. Obecnie katolickie biskupstwo tytularne.

## Biskupi tytularni
| Lp. | Biskup                  | Funkcja                                                                          | Od              | Do               |
| --- | ----------------------- | -------------------------------------------------------------------------------- | --------------- | ---------------- |
| 1   | André Creemers          | biskup pomocniczy Bondo (Zair)                                                   | 1 września 1970 | 23 września 1971 |
| 2   | Emanuele Romano         | biskup pomocniczy Monreale (Włochy)                                              | 20 czerwca 1973 | 31 lipca 1978    |
| 3   | Michel-Marie Calvet     | biskup pomocniczy Numei (Nowa Kaledonia)                                         | 4 lipca 1979    | 19 czerwca 1981  |
| 4   | Carlos María Ariz Bolea | wikariusz apostolski Darién (Panama)                                             | 22 lipca 1981   | 15 grudnia 1988  |
| 5   | Rómulo Emiliani Sánchez | wikariusz apostolski Darién (Panama) biskup pomocniczy San Pedro Sula (Honduras) | 15 grudnia 1988 |                  |